# Leptocera lagura
Leptocera lagura är en tvåvingeart som beskrevs av Rohacek 1991. Leptocera lagura ingår i släktet Leptocera och familjen hoppflugor.
Artens utbredningsområde är Algeriet. Inga underarter finns listade i Catalogue of Life.